# Elecciones municipales de 1991 en Barcelona
Las elecciones municipales de 1991 se celebraron en Barcelona el domingo 26 de mayo, de acuerdo con el Real Decreto de convocatoria de elecciones locales en España el 1 de abril de 1991 y publicado en el Boletín Oficial del Estado el día 2 de abril. Se eligieron los 43 concejales del pleno del Ayuntamiento de Barcelona mediante un sistema proporcional (método d'Hondt) con listas cerradas y un umbral electoral del 5 %.

## Candidaturas
Fueron proclamadas 17 candidaturas.

## Resultados
Los resultados completos se detallan a continuación:
|  | 42,95 % |

|  | 34,06 % |

|  | 9,79 % |

|  | 6,42 % |

|  | 2,57 % |

|  | 0,84 % |

|  | 0,80 % |

|  | 0,75 % |

|  | 0,41 % |

|  | 0,17 % |

|  | 0,07 % |

|  | 0,07 % |

|  | 0,06 % |

|  | 0,04 % |

|  | 0,04 % |

|  | 0,03 % |

|  | 0,03 % |

|  | 99,70 % |

|  | 0,30 % |

|  | 0,92 % |

|  | 55,51 % |

|  | 44,49 % |